# 도로시 게일

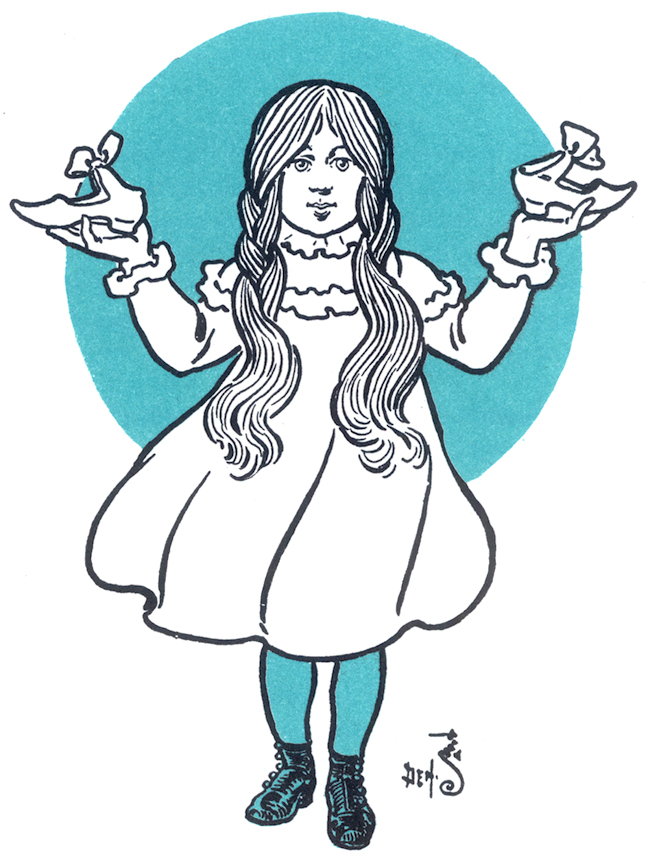

도로시 게일 ( Dorothy Gale ) 은 라이먼 프랭크 바움이 쓴 오즈의 마법사의 주인공이다.

## LGBTQ 단체에 영향
1950년대에 "도로시의 친구"라는 구호는 동성애자를 의미하는 어구로 사용되었다.  오즈의 마법사 (1939년 영화)에서 도로시 역할을 했던 갈랜드는 "게이 문화의 천연 자석(lodestone)"이 되었다.

## 같이 보기
- 오즈의 마법사: 그레이트 매직